# Sédhiou
Sédhiou (ou Seju), chef-lieu de l'une des 14 régions du Sénégal depuis 2008, est une ville de Casamance, située sur la rive droite du fleuve Casamance.

## Géographie
La ville est située à 382 km au sud-est de Dakar, par la route le trajet inclut la traversée du fleuve Gambie par le Pont Sénégambie qui depuis 2019 a remplacé le ferry. Les localités les plus proches sont Badiandian, Bakoum, Bissary Diounkouya,Sandiniéry, Kerel, Malandiankounda, Badjimor, Banhar et Goudiabiya.

## Histoire
Sédhiou est, historiquement, un haut lieu de la culture mandingue, mais un brassage de populations s'est effectué dans l'intervalle.
Au XIXe siècle, Sédhiou est instauré en 1861 comme l'un des sept chef-lieu d'arrondissement de la Colonie du Sénégal et dépendances jusqu'à la réforme de 1863 qui inscrit le cercle de Sédhiou dans l'arrondissement de Gorée. La localité devient chef-lieu de la circonscription de Casamance en 1883, Sédhiou est alors la capitale de la Casamance jusqu'au début du XXe siècle, le transfert de la capitale à Ziguinchor du fait de sa meilleure position géographique intervient en 1906. La commune de Sédhiou est créée en février 1960.

## Administration
C'est le chef-lieu du département de Sédhiou et de la région de Sédhiou. Elle est divisée en trois grands quartiers administratifs : Doumassou, Témassou et Santassou qui ont été en 1993 subdivisés en six quartiers : Santassou, Témassou, Escale, Moricounda, Sunucounda, Montagnes Rouges.
| Période     | Identité           | Parti | Coalition |
|             | Ibou Diallo        | PS    |           |
|             | Dembo Coly         | PS    |           |
|             | Adama Diallo       | PS    |           |
| 1984-1990   | Moussa Kanté       | PS    |           |
| 1990-1996   | Balla Moussa Daffé | PS    |           |
| 1996-2002   | Balla Moussa Daffé | PS    |           |
| ----------- | ------------------ | ----- | --------- |
| 2002 - 2009 | Balla Moussa Daffé | PDS   |           |
| 2009 - 2014 | Amadou Tidiane Bâ  | PDS   |           |
| depuis 2014 | Abdoulaye Diop     | APR   |           |

## Population
Lors des recensements de 1988 et 2002, la population était respectivement de 13 212 et 18 465 habitants. En 2007, selon les estimations officielles, Sédhiou compterait 20 141 personnes.
En 2017 la population de la région de Sédhiou   est estimée à : 517 016   habitants répartir ainsi : les hommes : 261 713, les femmes : 255 303 avec un taux de 1,1  pour cent au niveau national (selon les chiffres officiels de l'Agence nationale de la statistique et de la démographie (ANSD) 2017 ).

## Économie
L'enclavement et le manque d'infrastructures de Sédhiou nuisent à son expansion.

## Jumelages
- Les Ulis (France) depuis 1998

## Personnalités nées à Sédhiou
- Ibou Diallo, homme politique
- Idrissa Fall, général de corps d'armée, né à Sédhiou en 1932.
- Almamy Tamba, Colonel (er), ancien Chef d'État- major de l'Armée de Terre né en 1930 à Sédhiou
- Sadio Mané, Footballeur Sénégalais, né en 1992
- Balla Moussa DAFFE, Ancien Maire, Ministre de la république
- Amadou Tidiane Ba ,Ancien Maire (2009 à 2014) , Ex Ministre de la république sous le Regime Wade, 1er Recteur de l'Université Assane Seck de Ziguinchor
- Papis Demba Cissé international sénégalais et joueur de Newcastle United
- Abdoulaye Diop directeur COSEC Sénégal et maire de Sédhiou depuis 2014